# Ulinzi Stars
Der Ulinzi Stars Football Club ist ein kenianischer Fußballverein aus Nakuru. Aktuell spielt der Verein in der ersten Liga, der Kenyan Premier League.

## Geschichte
Die Ulinzi Stars sind der Fußballverein des kenianischen Militär. Der Staatspräsident Mwai Kibaki ist gleichzeitig der Präsident des Vereins. Der Klub spielt in der höchsten Spielklasse, der Kenyan Premier League. Diese gewannen die Stars in den Jahren 2003, 2004, 2005 und 2010, also bisher viermal. Damit waren sie mit dem AFC Leopards und dem Gor Mahia FC das insgesamt dritte Team, welches die Meisterschaft dreimal in Folge gewinnen konnte. Ursprünglich gehörte der Verein zur Stadt Thika, seit der Saison 2004/05 gehört er zu Nakuru.
Ulinzi gewann die Auszeichnung „Kenyan Sports Team of the Year“ des Jahres 2010. Die Ulinzi Stars sind gleichzeitig das Militärteam des Landes, sie konnten sich für die Militärweltspiele 2011 qualifizieren.
Anders als andere Fußballvereine in Kenia, besitzen die Stars auch eine sehr erfolgreiche Basketball-Abteilung (Ulinzi Warriors), welche 2007 allerdings aufgelöst wurde, obwohl sie fünfmal hintereinander die Meisterschaft gewannen. Sie besitzen ebenfalls eine Rugby-Abteilung (Ulinzi RFC), sowie eine Volleyball- und eine Handballmannschaft.

## Erfolge
- Kenyan Premier League (4×): 2003, 2004, 2005, 2010
- Kenianischer Pokalfinalist (1×): 1995
- KPL Top 8 Cup (1×): 2011

## Stadion
Seine Heimspiele trägt der Klub im Afraha Stadion in Nakuru aus. Das Stadion hat ein Fassungsvermögen von 8200 Personen.

## Abschneiden in CAF-Wettbewerben
- CAF Champions League: 2 Teilnahmen

2004 – Erste Runde
2011 – Vorrunde